# イジワルしないで!
『イジワルしないで!』は、青木琴美による日本の漫画作品。漫画雑誌『少女コミック』（小学館）にて2002年の2号から連載開始。単行本は全2巻。

## あらすじ
職員室の前で転んでしまったまりは、周囲に冷やかされる中助けてくれた、まりの理想そのものの男の子に出会う。同じ日に、まりの家には、父親の上司の子供の千秋が引っ越してくることになっていた。家族一同、女の子だと思っていた千秋ちゃんは、まりを朝助けてくれた男の子。しかも、まりの理想とかけ離れた性格を隠した猫かぶり人。翌日から、同じ高校の国際コースに転入することになった千秋とまりの同居生活が始まる。

## 登場人物
橋本 まり（はしもと まり）
顔良し、ルックス良し、性格良しを理想とする主人公。千秋に理想を見るが、その性格の悪さに理想を見事に裏切られる。しかし、千秋にいろいろと助けてもらうことが多く、次第に惹かれていく。
濱田 千秋（はまだ ちあき）
まりの理想の彼氏の皮を見事に被った、性格がよろしくない高校生。家庭の事情でまりの家に3か月、居候することになった。
葉ちゃん（ようちゃん）
まりの親友。恋愛には先手必勝型。まりと千秋が両思いであることを察し、いろいろ気を利かせている。

## 書籍情報
- 青木琴美『イジワルしないで!』 小学館〈フラワーコミックス〉、全2巻
  1. 2002年5月20日初版第1刷発行、ISBN 4-09-137835-8
    - 「コイビト宣言」収録

  2. 2002年8月20日初版第1刷発行、ISBN 4-09-137836-6
    - 「おまけのイジワルしないで！」収録